# Ars-en-Ré

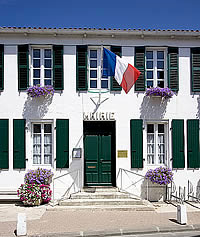
Ayuntamiento

 Ars-en-Ré  es una población y comuna francesa, situada en la región de Nueva Aquitania, departamento de Charente Marítimo, en el distrito de La Rochelle. Es el chef-lieu y mayor población del cantón de Ars-en-Ré.
Se encuentra en la isla de Ré.

## Demografía

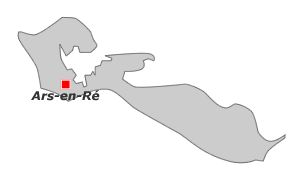
Situación de Ars en la isla de Ré.

| 913 | 915 | 961 | 1023 | 1165 | 1294 |
| Para los censos de 1962 a 1999 la población legal corresponde a la población sin duplicidades (Fuente: INSEE [Consultar]) |     |     |      |      |      |